# سوسة بقانية
سوسة بقانية أو سوسة البَقّان الأمريكي (الاسم العلمي: Curculio caryae) هي نوع من الحشرات يتبع جنس السوسة الحقيقية من الفصيلة السوسية الحقيقية.